# USS Brooklyn (ACR-3)
USS Brooklyn (klasifikační symbol ACR-3, později CA-3) byl pancéřový křižník amerického válečného námořnictva. Jednalo se o první americkou loď, v jejíž specifikaci bylo výslovně uvedeno, že všechny hlavní díly musí pocházet z domácí produkce. Křižník se účastnil španělsko-americké a první světové války.

## Konstrukce

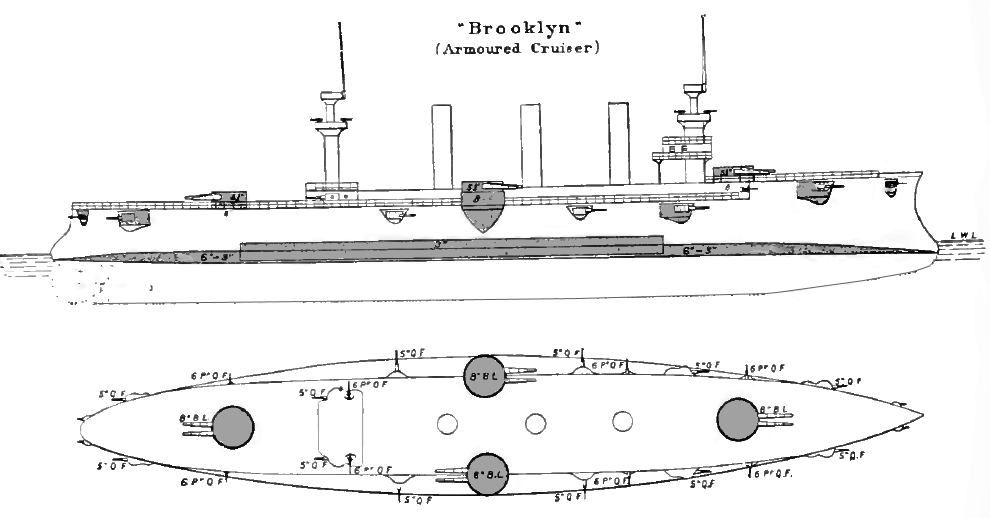
Základní uspořádání křižníku Brooklyn

Brooklyn byl navržen jako vylepšená konstrukce předchozího křižníku USS New York. Stejně jako u New Yorku byly pro Brooklyn charakteristické dovnitř klenuté boky. Loď měla tři komíny a do její konstrukce byl zahrnut i kloun. V červenci 1892 byla schválena jeho výstavba. Stavby se ujaly loděnice William Cramp and Sons, loď byla dokončena a zařazena do služby v prosinci 1896.
Jeho hlavní výzbroj sestávala z osmi 203mm kanónů, přičemž byla umístěna po dvou do čtyřech věží. Po jedné věži bylo na přídi a zádi, další dvoudělové věže se nacházely na pravoboku a levoboku uprostřed lodi. Současně tak mohl střílet pouze ze šesti děl, a to jak při boční salvě, tak i pří palbě v příďovém i záďovém směru. Původně byly jen věže na přídi a pravoboku poháněny elektricky, zatímco zbylé dvě parním strojem, ale poté byly všechny věže předělány na elektřinu. Záložní výzbroj se skládala z dvanácti děl ráže 127 mm. Osm děl bylo umístěno v kasematách v boku lodě, další čtyři zabudovány v horní palubě. Výzbroj byla dotvořena dvanácti 57mm děly, čtyřmi 37mm děly a pěti 457mm torpédomety.
Pancéřová ochrana z niklované harveyované oceli sestávala ze 76mm pásu, který chránil jen strojovnu, pancéřované paluby silné 76 mm ve středu, 63,5 mm na přídi a zádi a 152 mm v částech svažujících se k pásu. Ochrana věží měla tloušťku 140 mm, zatímco barbety 102-203 mm.

## Služba

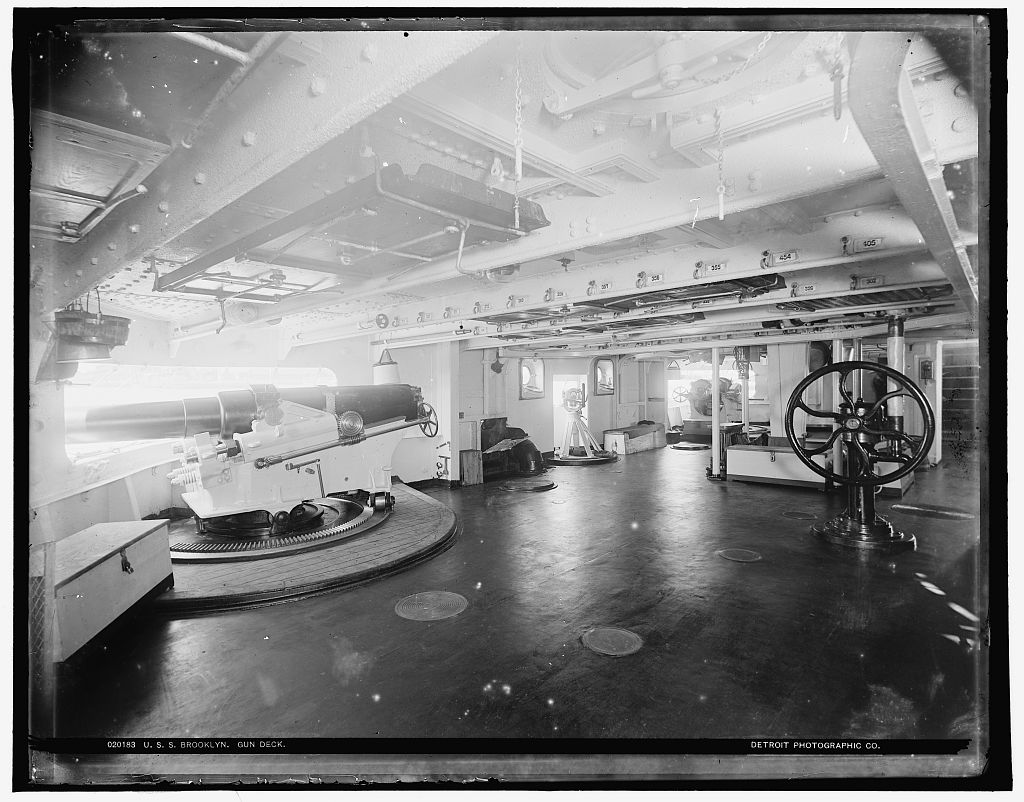
127mm kanón

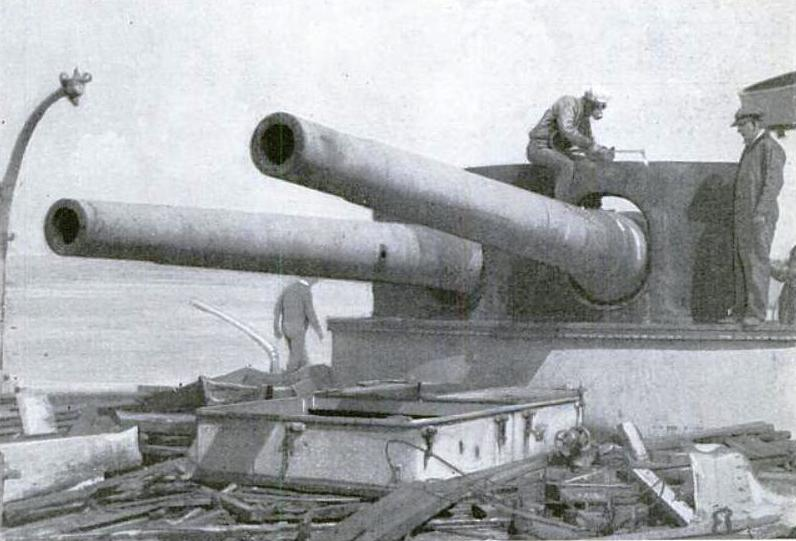
Dělnící rozebírají věž křižníku při jeho sešrotování

Brooklyn se zúčastnil jako zástupce amerického námořnictva na britské přehlídce, konané ku příležitosti 60 let vlády královny Viktorie dne 26. června 1897. Poté sloužil v Atlantiku, kde hlídkoval u východního pobřeží USA a v Karibiku. V březnu 1898 se stal vlajkovou lodí eskadry komodora Winfielda S. Schleye, určené k boji se Španěly za probíhající Španělsko-americké války. Od května participoval na blokádě kubánských přístavů Cienfuegos a Santiago de Cuba, kde kotvila španělská eskadra křižníků pod velením admirála Pascuala Cervery. Ten se 3. července pokusil se svými loděmi prorazit, v nastalé bitvě se Brooklyn podílel na potopení čtyř španělských obrněných křižníků. Roku 1902 cestoval opět na Kubu, kde se účastnil slavnostního předání vlády kubánským úřadům. Následně byl přiřazen k severoatlantickému loďstvu. V letech 1908 až 1914 byl postaven mimo službu, došlo k instalaci protipožárního systému. V roce 1915 se stal vlajkovou lodí asijského loďstva. V Pacifiku sloužil až do roku 1921, kdy byl vyřazena a prodán k sešrotování.